# Nederlandse kampioenschappen schaatsen afstanden 2009 - 10.000 meter mannen
De Nederlandse kampioenschappen schaatsen afstanden 2009 - 10.000 meter mannen worden gehouden op zondag 2 november 2008. Er zijn vijf plaatsen te verdelen voor de Wereldbeker schaatsen 2008/09. Wereldkampioen en titelverdediger Sven Kramer, die de titel pakte tijdens de Nederlandse Kampioenschappen Schaatsen Afstanden 2008, en Bob de Jong 3e bij het WK hebben een beschermde status, voor hen volstaat een plaats bij de eerste acht voor deelname aan de wereldbeker.

## Statistieken

### Uitslag
| #      | Schaatser           | Tijd     |
| ------ | ------------------- | -------- |
| Goud   | Sven Kramer         | 13.09,84 |
| Zilver | Carl Verheijen      | 13.13,88 |
| Brons  | Bob de Jong         | 13.19.34 |
| 4      | Ted-Jan Bloemen     | 13.28,22 |
| 5      | Mark Ooijevaar      | 13.30,84 |
| 6      | Brigt Rykkje        | 13.34,87 |
| 7      | Arjen van der Kieft | 13.39,70 |
| 8      | Rob Hadders         | 13.40,96 |
| 9      | Joost Kool          | 13.48,89 |
| N.G.   | Ben Jongejan        | -        |

N.G = Niet gestart

### Loting
| Rit | Binnenbaan          | Buitenbaan      |
| --- | ------------------- | --------------- |
| 1   | Arjen van der Kieft | Joost Kool      |
| 2   | -                   | Brigt Rykkje    |
| 3   | Mark Ooijevaar      | Carl Verheijen  |
| 4   | Bob de Jong         | Rob Hadders     |
| 5   | Sven Kramer         | Ted-Jan Bloemen |

1987 · 
1988 · 
1989 · 
1990 · 
1991 · 
1992 · 
1993 · 
1994 · 
1995 · 
1996 · 
1997 · 
1998 · 
1999 · 
2000 · 
2001 · 
2002 · 
2003 · 
2004 · 
2005 · 
2006 · 
2007 · 
2008 · 
2009 · 
2010 · 
2011 · 
2012 · 
2013 · 
2014 · 
2015 · 
2016 · 
2017 · 
2018 · 
2019 · 
2020 · 
2021 · 
2022 · 
2023 · 
2024 · 
2025